# Tambourissa religiosa

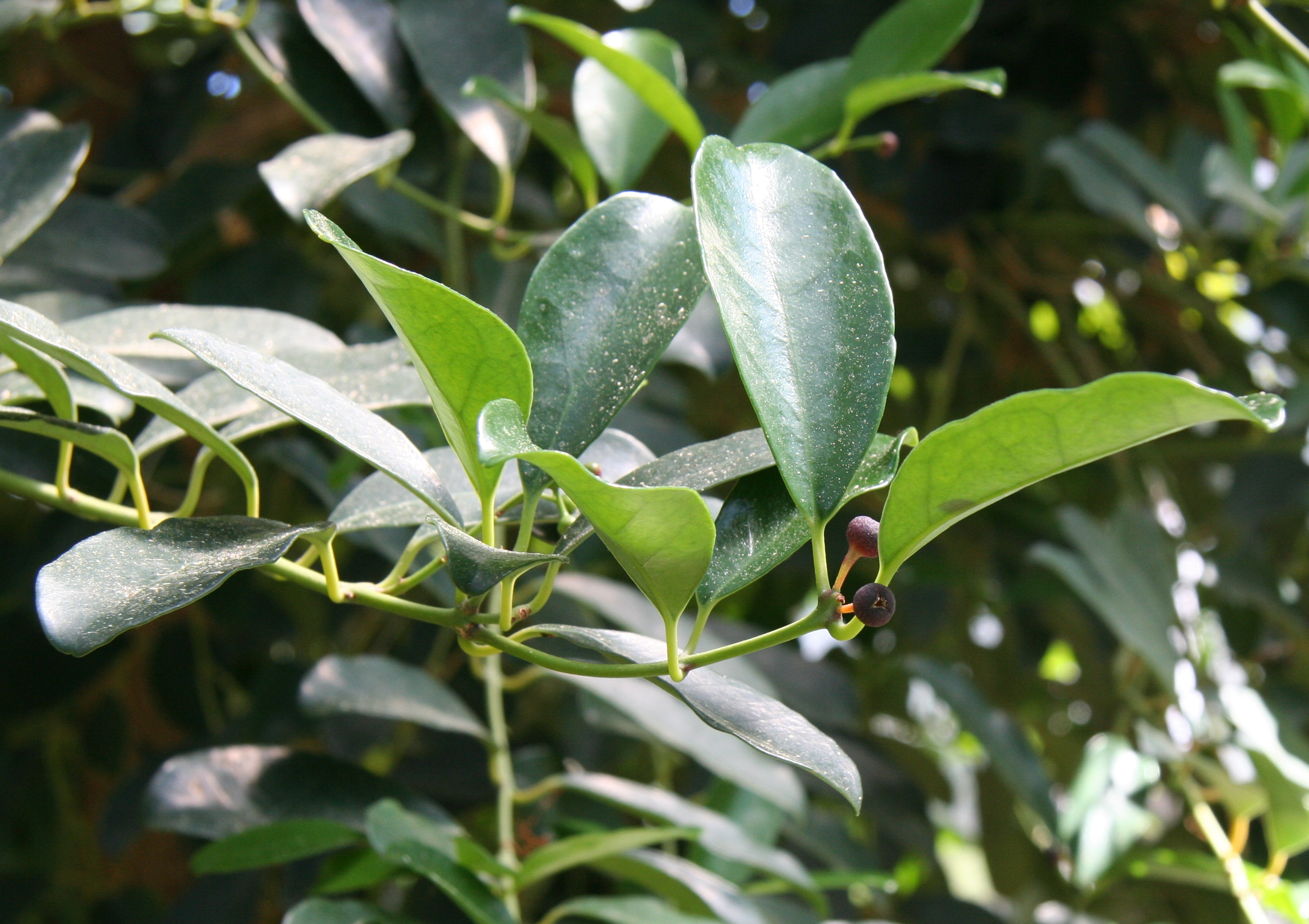
Blätter und Blüten von Tambourissa religiosa

Tambourissa religiosa ist ein kleiner Baum oder Strauch in der Familie der Monimiengewächse aus Madagaskar.

## Beschreibung

### Vegetative Merkmale
Tambourissa religiosa wächst als immergrüner kleiner Baum oder Strauch bis 4–5 Meter hoch.
Die kurz gestielten, einfachen und leicht ledrigen, kahlen Laubblätter sind mehr oder weniger gegenständig angeordnet. Sie sind bis 8–15 Zentimeter lang und bis 3–6 Zentimeter breit, der Blattstiel ist bis 1,5–3 Zentimeter lang. Die ganzrandigen Blätter sind unterseits heller und verkehrt-eiförmig bis elliptisch und an der Spitze abgerundet bis ausgerandet oder rundspitzig bis spitz, bespitzt.

### Generative Merkmale
Tambourissa religiosa ist einhäusig gemischtgeschlechtlich monözisch. Die eingeschlechtlichen, gestielten Blüten erscheinen end- oder achselständig sowie astblütig, ramiflor zu 3–7 in gestielten zymösen, gemischten oder nur männlichen, Blütenständen oder einzeln end- und achselständig. Es sind jeweils an den Blütenstands- und Blütenstielen mehrere, dreieckförmige Deckblätter vorhanden. Die weiblichen Blüten erscheinen meist einzeln oder nur endständig an den Blütenständen. Die Blüten bestehen jeweils aus einer „Pseudocorolla“, welche durch einen kugeligen und fleischigen, etwa 8–10 Millimeter großen  Blütenboden gebildet wird.
Die männlichen Blüten bestehen aus einem fleischigen, kugeligen Blütenboden mit 2–4 kleinen, dreieckigen und kahlen Tepalen an der Spitze. Und es sind viele kleine, etwa eiförmige Staubblätter, mit kurzen Staubfäden und seitlichen Staubbeutel, innen im Blütenboden vorhanden. In der Anthesis öffnet sich die Blüte und teilt sich in 4 flache und ausgebreitete, innen leicht haarige Lappen, auf denen die Staubblätter sitzen.
Die weiblichen, leicht größeren Blüten sind ohne Tepalen und besitzen einen urnenförmigen Blütenboden mit einer kleinen, vierlappigen Öffnung (Pore, Mund, Ostiole) an der Spitze. Sie haben innen, eingebettet im leicht haarigen und schleimigen Blütenboden, sehr zahlreiche Fruchtblätter (bis 300) mit „unterständigen“, einkammerigen Fruchtknoten und vorstehenden, konischen Griffeln. Die Öffnung (Pore, Mund) des Blütenbodens ist durch einen schleimigen Pfropfen verschlossen, der oben ein (Hyperstigma) besitzt auf dem der Pollen haften bleibt und dann zu den Fruchtblättern im Inneren hinab wächst. Nach der Befruchtung verschwindet der Pfropfen an der Öffnung und der Blütenboden wächst zu einem dickwandigen Becher aus. Im Inneren werden nun viele, kleine Steinfrüchte ausgebildet.
Jetzt vergrößert sich der fruchtende, glatte und dunkelbraune bis rötliche Blütenboden auf etwa 4–5 Zentimeter Größe zu einer Schein- und Sammelfrucht, mit einer jetzt etwa 1,2 Zentimeter großen Becheröffnung, mit nicht ganz umlaufenden Wänden. Zur Reife reißt er ungleich auf und die vielen einzelnen, kleinen, etwa 8 Millimeter langen und eiförmigen Steinfrüchte werden sichtbar. Die einsamigen, kleinen Steinkerne sind hellbraun und leicht runzlig.